# OpenSync
OpenSync ist eine freie Software zur Synchronisation von Adressen, Kalendereinträgen und anderen Daten zwischen verschiedenen Geräten wie Computern, PDAs oder Mobiltelefonen.
Es steht nativ für Linux, jedoch inoffiziell auch bereits für Mac OS X und Windows zur Verfügung. Die aktuellen Versionen für letztere beiden müssen jedoch noch vom Benutzer selbst kompiliert werden.
Das Programm ist modular aufgebaut und Plug-in-basiert. Die Synchronisation zwischen zwei Einheiten A und B läuft dabei über die für A und B zuständigen Plugins ab, dabei können A und B sowohl Geräte als auch Programme sein. Sobald sich ein Datensatz einer Partei ändert, wird diese Änderung bei der anderen Partei repliziert. Es ist auch möglich, nur in eine Richtung oder auch automatisch zu synchronisieren, wenn sich z. B. ein Gerät in Reichweite befindet.
Das Plugin-Konzept erlaubt eine einfache Anpassung des Programms an neue Geräte oder Programme, denn es muss lediglich ein neues Plug-in erstellt werden, während die Synchronisationslogik immer gleich bleibt.
Seit 22. April 2006 ist das Projekt der offizielle Nachfolger von Multisync geworden.

## Plugins
Im Moment sind folgende Plug-ins für OpenSync verfügbar:
- Ximian-Evolution-/Evolution-2-Synchronisation (Kalender, Aufgabenlisten und Kontakte)
- IrMC Mobile Client Synchronisation via Bluetooth-, Infrarot- oder kabelgebundener Verbindung (wird von vielen Mobiltelefonen unterstützt)
- Synce-Plugin für Windows Mobile 2003
- OPIE- und Zaurus-Synchronisation
- SyncML-Unterstützung (erlaubt auch eine verschlüsselte Verbindung zweier Multisync-Instanzen über das Internet)
- Palm-Synchronisation
- LDAP-Synchronisation
- Plugin zu Synchronisation mit KDE PIM
- Plugin zur Dateisynchronisation von PIM-Daten und anderen Dateien/Verzeichnissen
- Gnokii-Plugin zur Synchronisation über gnokii.org
- Sunbird-Plugin für die Synchronisation über WebDAV
- Moto-Plugin für Synchronisation zu Motorola L7 oder RAZR
- Google-Calendar-Plugin
- Jescs-Plugin (Java Enterprise System Calendar)

- Windows-CE-/Pocket-PC-Synchronisation für WM5. Dieses Plugin ist Teil des SynCE-Projektes und kann von dort heruntergeladen werden.